# Pseudotrochalus leontovitchi
Pseudotrochalus leontovitchi är en skalbaggsart som beskrevs av Louis Burgeon 1943. Pseudotrochalus leontovitchi ingår i släktet Pseudotrochalus och familjen Melolonthidae. Inga underarter finns listade i Catalogue of Life.